# José Milla y Vidaurre
José Milla y Vidaurre (Nueva Guatemala de la Asunción, Primer Imperio Mexicano, 4 de agosto de 1822 - Nueva Guatemala de la Asunción, República de Guatemala, 30 de septiembre de 1882) fue un escritor guatemalteco del siglo XIX, considerado uno de los fundadores de la novela en la literatura de su país natal; en especial, él destacó en la narrativa histórica. También fue ministro de relaciones exteriores y embajador de Guatemala ante los Estados Unidos durante el Gobierno del general Rafael Carrera (1851-1865), siendo uno de los firmantes en 1859 del decreto en donde se cede Belice a la Gran Bretaña para explotar madera, a cambio de la construcción de una vía de comunicación entre la capital de Belice y la de Guatemala —carretera que Inglaterra jamás construyó—. Estuvo entre el grupo de periodistas que fundó el Diario de Centro América en 1880.

## Biografía
| «El verdadero chapín —no hablo del que ha alterado su tipo extranjerizándose—, ama a su patria ardientemente, entendiendo con frecuencia por patria la capital donde ha nacido; y está tan adherido a ella, como la tortuga al carapacho que la cubre. Para él, Guatemala es mejor que París; no cambiaría el chocolate, por el té ni por el café —en lo cual tal vez tiene razón—. Le gustan más los tamales que el vol-au-vent, y prefiere un plato de pipián al más suculento roastbeef. Va siempre a los toros por diciembre, monta a caballo desde mediados de agosto hasta el fin del mes; se extasía viendo arder castillos de pólvora; cree que los pañetes de Quetzaltenango y los brichos de Totonicapán pueden competir con los mejores paños franceses y con los galones españoles; y en cuanto a música, no cambiaría los sonecitos de Pascua por todas las óperas de Verdi. Habla un castellano antiquísimo: vos, habís, tené, andá; y su conversación está salpicada de provincialismos, algunos de ellos tan expresivos como pintorescos». —José Milla y Vidaurre Cuadros de costumbres |

También conocido como Pepe Milla, sus padres fueron: el general José Justo Milla Pineda, jefe de Estado de Honduras en 1827, y la señora Mercedes Vidaurre Molina. José Milla, firmó algunos de sus libros con el anagrama Salomé Jil. Nació en una familia bien establecida, probablemente propietaria desde la época colonial de heredades en el actual departamento de Jutiapa. Su padre, nacido en Honduras —entonces parte de la Capitanía General de Guatemala—, ejerció las armas. Durante su juventud, vio los múltiples conflictos que la recién independiente Guatemala debería afrontar por las pugnas entre liberales y conservadores; no ejerciendo protagonismo político, no obstante, propugnó cierta afinidad al partido conservador del Clan Aycinena, partido de tendencia absolutista y negado a reformas ya que de esta forma protegía los privilegios que había ostendado durante la colonia española.
Realizó sus estudios en el Colegio y Seminario Tridentino de Nuestra Señora de la Asunción, y luego en la Escuela de Derecho de la Academia de Ciencias de Guatemala. Dejó las ciencias jurídicas para seguir su inminente vocación, la literatura, en la que habría de ser prolífico autor de muchos libros, aunque fue catedrático en la facultad de Derecho y Notariado y luego desempeñó varios cargos en el Gobierno conservador del presidente vitalicio Rafael Carrera —con quien primeramente discrepó—; fue secretario de la Hermandad de Caridad del Hospital General de Guatemala, oficial de la Secretaría de Relaciones Exteriores y subsecretario general. Fue también un destacado periodista y colaboró en medios como La Gaceta Oficial y La Semana. Casado con una pariente, descendencia suya se uniría a la hija de Miguel García Granados —el primer gobernante de los gobiernos liberales que se iniciaron tras la Reforma Liberal en 1871— conformando así una típica familia en la línea de la endogamía colonial del país. A él se debió, en gran medida, la reconsideración de la obra del poeta José Batres Montúfar, de recuerdo relegado aun en el entorno nacional del momento.
Milla destacó siempre en los escritos de ámbito costumbrista, como Memorias de un abogado, tal vez una de sus novelas mejor logradas. En el periódico La Semana, del que fue director, publicó sus Cuadros de costumbres y otras novelas históricas, La hija del Adelantado (1866), Los nazarenos (1867), El visitador (1867) y El libro sin nombre. Con esos textos, se le elogiaría como uno de los principales escritores de novelas históricas del siglo xix en Hispanoamérica, cuando el género por las influencias románticas gozaba de gran popularidad entre el público decimonónico. En la mayoría de sus escritos retrató la colonia y la idiosincrasia de entonces. Asimismo, en sus obras costumbristas mostró una puntual descripción de la sociedad de su tiempo. Autor también de la leyenda en verso Don Bonifacio (1862) y de una Historia de la América Central, desde su descubrimiento hasta su independencia (1879), escrita a sueldo por petición del caudillo liberal Justo Rufino Barrios.
Se ha vinculado a José Milla y Vidaurre con el municipio de Quesada, en Jutiapa, Guatemala, porque vivió allí durante ocho años, lugar que le encantó cuando lo visitó por primera vez entre los años 1849 y 1850, en compañía de Rafael Carrera, siendo propietario de una hacienda en esa jurisdicción.
El escritor y político hondureño Ramón Rosa Soto relata que en 1867 estudiaba en la Ciudad de Guatemala y que conoció a Milla por intermedio de su primo, Marco Aurelio Soto, quien junto a Antonio Batres Jáuregui, Salvador Falla y Ricardo Casanova y Estrada —futuro arzobispo de Guatemala—, recibía lecciones privadas de literatura con el reconocido escritor. Rosa cuenta que el encuentro tuvo lugar en junio de 1867 en la modesta casa que entonces ocupaba el escritor en el barrio de La Merced y que tanto él como su primo Marco Aurelio Soto, llegaron a ella luego de haberse deleitado en los jardines del Teatro Nacional; Milla los recibió amablemente, dando muestras de ser un hombre modesto, afable y civilizado a pesar de que entonces era una alta figura política en el gobierno conversador del mariscal Vicente Cerna y Cerna e incluso aceptó que Rosa asistiera a sus clases privadas de literatura.  Las lecciones de Milla tenían lugar de cinco a seis de la tarde en un cuarto-escritorio y en ella le explicaba a sus estudiantes los preceptos del arte del bien decir, las reglas del arte poética y les ponía ejemplos con los más famosos clásicos de la literatura española que conocía perfectamente.

#### Relación con Rafael Carrera

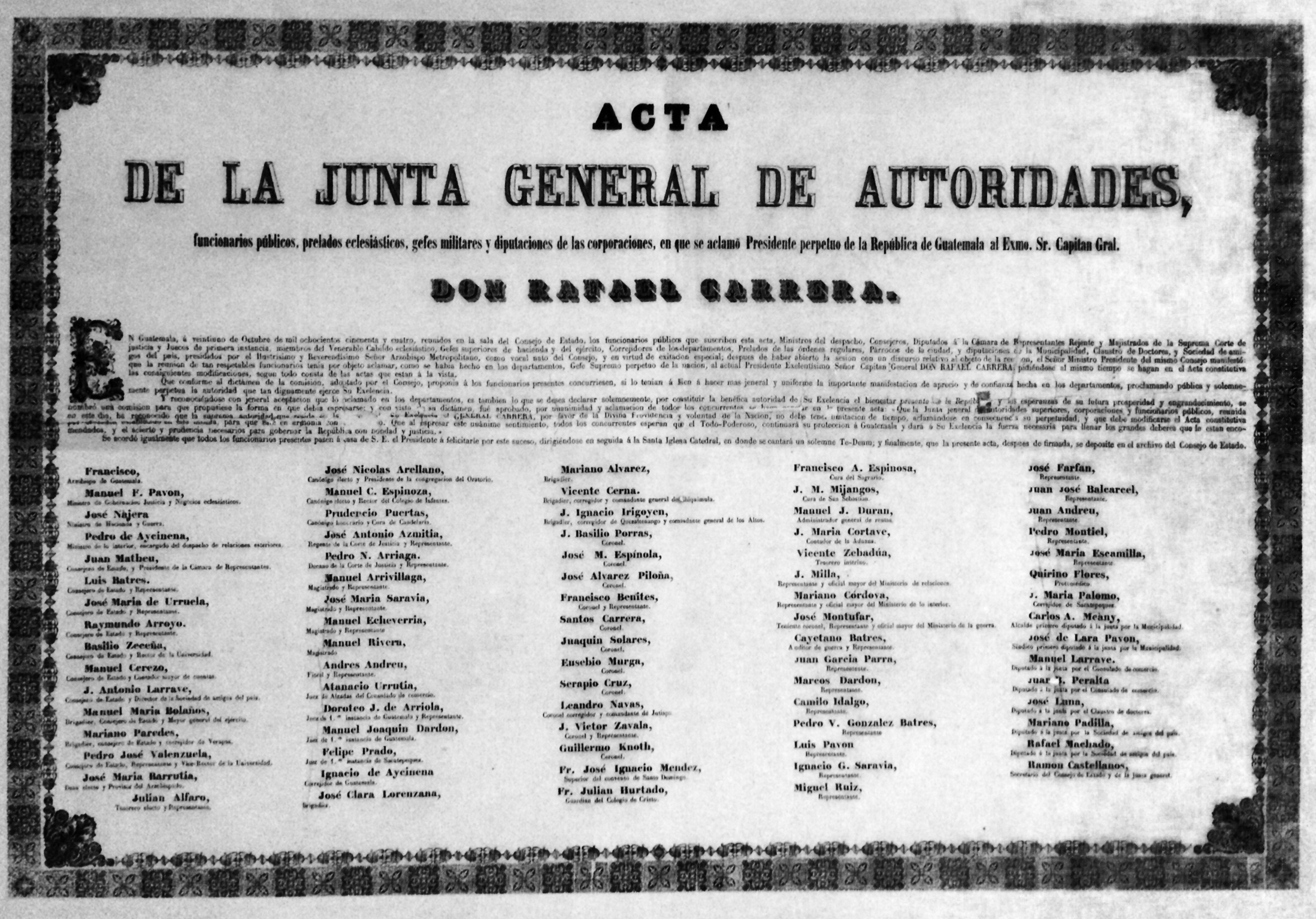
Facsímil del acta en que se declara presidente vitalicio al general Rafael Carrera en 1854. José Milla es uno de los firmantes del documento en su calidad de Ministro de Relaciones Exteriores; su firma es la sexta de arriba hacia abajo en la cuarta columna, de izquierda a derecha.

En 1844 Milla y Vidaurre, quien era liberal por ese tiempo, le escribió este himno crítico y mordaz al teniente general Rafael Carrera, himno que los liberales se memorizaron de tanto repetir, a pesar de su escasa calidad poética:

Hijo de la miseria y de la nada

Tiranuelo opresor de un pueblo inerme

Zorra cobarde que acomete osada

a un gallinero que tranquilo duerme.

General, director, héroe, caudillo;

Arcángel, qué sé yo cómo te llaman.

Entre bordados mal envuelto pillo

Ya los pueblos, de ti venganza claman.

Por entre esa comparsa de malvados,

Digna guardia de honor de tu persona,

Ellos van a pasar desesperados

A romper en tu frente tu corona.

En pos del enemigo corres tarde,

Teniente general, pues ha sonado

Al fin tu hora falta, tiembla cobarde,

Dentro de tus harapos de soldado.
Execrada y maldita tu memoria,

Execrado será cuanto tú hiciste,

Y si ha de hablar de ti, dirá la historia,

Que tú ni aun ser déspota supiste.

Lobos, País, Carrera, veteranos

Del crimen, y en el terror de las banderas,

Farsa vil y burlesca de tiranos,

Parodis de Cartuch son charreteras.

Aycinena, Pavón fuera señores,

Fuera con vuestro rancio servilismo,

¿Soñásteis ser tal vez conservadores,

O darnos una burla del torismo?

Honorable Marqués, no más Bretaña,

No más statuquo ni tiranía:

Vaya que su excelencia... no se engaña,

Sin el statuquo, por Dios, ¿qué haría? [...]
Himno patriótico, en loor del excelentísimo teniente general, R. Carrera, jefe del ejército, etc. con motivo de la expedición salvadoreña:
Quia pulvis es, et in pulverem reverteris (Porque eres polvo, y en polvo te convertirás)

Carrera no sólo no persiguió a Milla y Vidaurre, sino que dos años después, cuando Milla se hizo conservador tras decepcionarse del Partido Liberal por sus múltiples errores, lo invitó a formar parte de su gobierno, en el que sirvió en diferentes posiciones —incluyendo ministro plenipotenciario ante los Estados Unidos y ministro de Relaciones Exteriores— hasta 1871; Milla también llegó a ser amigo personal y consejero de Carrera.

#### Tratado Wyke-Aycinena: Convención de límites de Belice

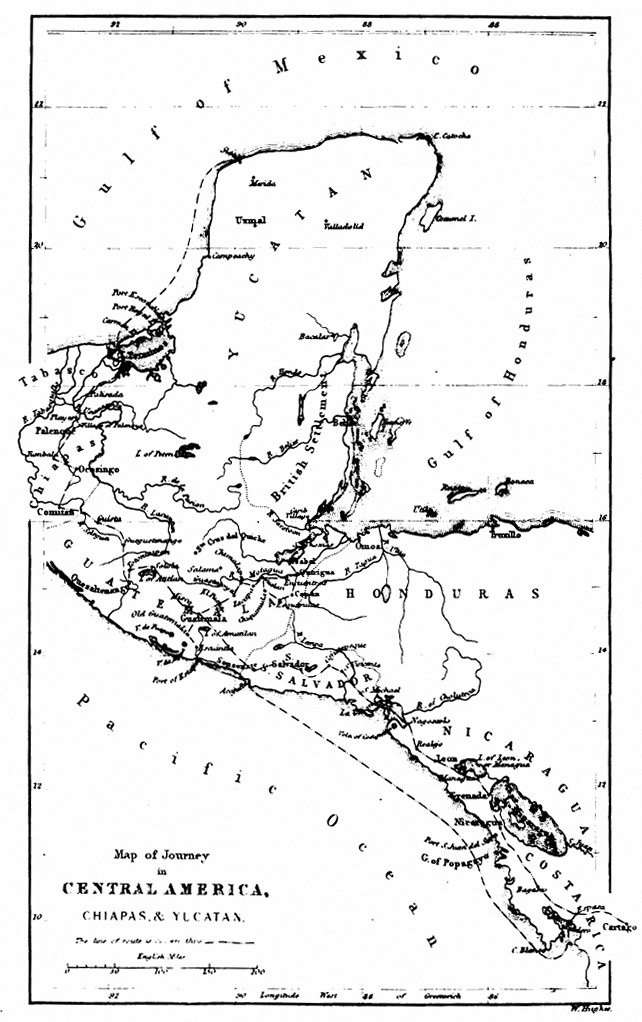
Mapa de la región de Yucatán, Belice, Guatemala, Honduras y El Salvador en 1839. Obsérvese que las fronteras entre México, Guatemala y Belice no estaban definidas.

El área que ocupa Belice en la península de Yucatán nunca fue ocupada por España o Guatemala, aunque España efectuó algunas expediciones exploratorias en el siglo xvi que le sirvieron de base para luego reclamar el área como suya; Guatemala simplemente heredó ese argumento para reclamar el territorio, pese a que nunca envió expediciones al área luego de la independencia debido a las guerras que se produjeron en Centroamérica entre 1821 y 1860. Por su parte, los ingleses habían establecido pequeños asentamiento desde mediados del siglo xvii, principalmente para bases de bucaneros y luego para explotación maderera; los asentamientos nunca fueron reconocidos como colonias británicas aunque estaban de alguna forma regidos por el gobierno inglés en Jamaica.. En el siglo xviii Belice se convirtió en el principal punto de contrabando en Centro América aunque luego los ingleses reconocieron la soberanía española de la región por medio de los tratados de 1783 y de 1786, a cambio de que se terminaran las hostilidades con España y que los españoles autorizaran a los súbditos de la Corona británica a explotar las maderas preciosas que había en Belice.
Tras la independencia de la región centroamericana de la Corona española en 1821, Belice se convirtió en la punta de lanza de la penetración comercial británica en el istmo centroamericano; casas comerciales inglesas se establecieron en Belice e iniciaron unas prósperas rutas comerciales con los puertos caribeños de Guatemala, Honduras y Nicaragua.
Los liberales tomaron el poder en Guatemala en 1829 tras vencer y expulsar a los miembros del Clan Aycinena y el clero regular de la Iglesia católica e iniciaron un reclamo formal pero infructuoso sobre la región beliceña; esto, a pesar de que por otra parte, Francisco Morazán —entonces presidente de la Federación Centroamericana— en lo personal inició tratos comerciales con los ingleses, en especial el comercio de caoba. En Guatemala, el gobernador Mariano Gálvez entregó varias concesiones territoriales a ciudadanos ingleses, entre ellos la mejor hacienda de la Verapaz, Hacienda de San Jerónimo; estos tratos británicos fueron aprovechados por los curas párrocos en Guatemala —ya que el clero secular no había sido expulsado por no tener propiedades ni poder político— para acusar a los liberales de herejía e iniciar una revolución campesina contra los herejes liberales y a favor de la verdadera religión. Cuando llegó Rafael Carrera al poder en 1840 luego del triunfo de la revolución, no solamente no continuó con los reclamos sobre el territorio beliceño, sino que estableció un consulado guatemalteco en la región para velar por los intereses de Guatemala en ese importante punto comercial. El comercio beliceño fue preponderante en la región hasta 1855, en que los colombianos construyeron un ferrocarril transoceánico en Panamá en 1855, permitiendo que el comercio fluyera más eficientemente en los puertos del Pacífico guatemalteco; a partir de este momento, Belice empezó a declinar en importancia.
Cuando se inició la guerra de Castas en Yucatán —alzamiento indígena que dejó miles de colonos europeos asesinados— los representantes beliceños y guatemaltecos se pusieron en alerta; los refugiados yucatecos llegaban huyendo a Guatemala y a Belice e incluso el superintendente de Belice llegó a temer que Carrera —dado su fuerte alianza con los indígenas guatemaltecos— estuviera propiciando las revoluciones indígenas en Centroamérica. En la década de 1850, los ingleses demostraron tener buena voluntad hacia los países centroamericanos: se retiraron de Mosquitia e iniciaron negociaciones que resultarían en la devolución del territorio en 1894, regresaron las Islas de la Bahía a Honduras e incluso negociaron con el filibustero estadounidense William Walker en un esfuerzo para evitar que este invadiera Honduras tras apoderarse de Nicaragua. Y firmaron un tratado sobre la soberanía de Belice con Guatemala —tratado que ha sido reportado desde entonces en Guatemala como el mayor error del Gobierno conservador de Rafael Carrera—.
Aycinena, como ministro de Relaciones Exteriores, se había esforzado en mantener relaciones cordiales con la Corona británica. En 1859, la amenaza de William Walker se presentó nuevamente en Centro América; a fin de obtener las armas necesarias para enfrentarlo, el régimen de Carrera tuvo que cederle el territorio de Belice al Imperio Británico. El 30 de abril de 1859 se celebró la convención entre los representantes de Gran Bretaña y Guatemala para definir los límites con Belice, tras la cual se emitió un decreto en el que Guatemala se vio favorecida en el artículo séptimo, que estipula que Inglaterra abriría por su cuenta una vía de comunicación terrestre de la Ciudad de Belice hasta la ciudad de Guatemala.
El controversial tratado Wyke-Aycinena de 1859 tenía dos partes:
- Los primeros seis artículos definían claramente la frontera Guatemala-Belice: Guatemala reconocía la soberanía inglesa sobre el territorio de Belice.[12]
- El séptimo artículo versa sobre la construcción de un camino hacia la Ciudad de Guatemala, el cual sería beneficioso para ambas partes, dado que Belice había perdido su importancia comercial desde la construcción del ferrocarril transoceánico en Panamá en 1855 y Guatemala necesita una vía de comunicación eficiente hacia la costa atlántica. Sin embargo, el camino nunca se construyó, primero porque los términos del artículo no estaban claros, lo que llevó a disputas entre guatemaltecos en ingleses sobre la ubicación exacta del camino, y luego, tras el derrocamiento de los conservadores en 1871 los liberales utilizaron el argumento de que el camino no estaba construido y dieron el tratado como nulo.[8]

Entre los firmantes del tratado, se encontraba Milla y Vidaurre, quien en ese entonces laboraba junto a Aycinena en el Ministerio de Relaciones Exteriores. El tratado fue ratificado por Carrera el 1 de mayo de 1859, mientras que el cónsul de Inglaterra en Guatemala, Charles Lennox Wyke, viajó a Gran Bretaña para obtener la ratificación real, regresando a Guatemala el 26 de septiembre de 1859. Hubo algunas protestas del cónsul estadounidense en Guatemala, Beverly Clarke, y de algunos diputados, pero el asunto se dio por terminado.

### Exilio
Al caer el gobierno conservador, en 1871, Milla y Vidaurre viajó por Europa y Estados Unidos en un exilio autoimpuesto, ya que había sido funcionario del Gobierno conservador de Rafael Carrera; en París, Milla fue redactor de El Correo de Ultramar. Por entonces, escribió Un viaje al otro mundo pasando por otras partes, en el que relata sus experiencias durante su exilio en Europa tras el derrocamiento del gobierno conservador del mariscal Vicente Cerna y Cerna; en esta obra aparece uno de sus más conocidos personajes, Juan Chapín, quien es una representación del guatemalteco medio de la segunda parte del siglo xix.

### ElDiario de Centro América
Una sociedad por acciones de capital inicial de veinticinco mil pesos fundó el Diario de Centro América en 1880, durante el gobierno liberal del general Justo Rufino Barrios, quien tenía como meta principal conseguir la Unión Centroamericana. La mayor parte del capital fue aportado por Marco J. Kelly, ciudadano inglés y funcionario de la empresa de ferrocarriles, mientras que los periodistas originales fueron Milla y Vidaurre, Eugenio Dubassassay, Franciso E. Galindo, Julio Rossignon y José Esteban Sánchez. El primer ejemplar circuló el 2 de agosto de 1880. El nombre de Centro América surgió del deseo de dar a conocer las noticias de los acontecimientos importantes en los Estados de Centroamérica.
En los primeros años se publicaron muchas de las obras de Milla y Vidaurre, pero con la muerte del escritor en 1882 se produjo la primera crisis del rotativo:  la oración fúnebre que pronunció Francisco G. Galindo —uno de los directores del diario— durante el sepelio molestó a ciertos personajes influyentes de la vida política de Guatemala. Esto forzó a que el periódico fuera vendido al español Gregorio Carrión Martínez de la Rosa, quien llevó el periódico a un prematuro declive. A pesar de los intentos de Francisco Lainfiesta de recuperar a la institución, ésta tuvo que dejar de circular por unos meses cuando tanto Lainfiesta como su amigo, Lorenzo Montúfar marchaban al exilio tras oponerse abiertamente a los tratados por los cuales el Gobierno de Barrios cedía los territorios guatemaltecos de Chiapas y Soconusco a México.

### Muerte

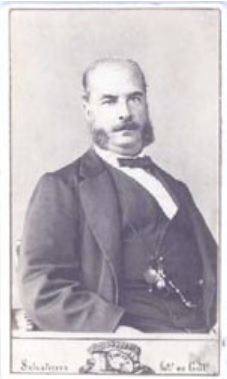
José Milla en la década de 1860.

Antes del fallecimiento de «don Pepe Milla», como lo llamaban los habitantes de la hacienda de Quesada, ellos habían tratado con él la compraventa del inmueble, pero debido al óbito las diligencias del contrato las realizaron su esposa y demás herederos, interviniendo en gran parte para que esta fuera destinada única y exclusivamente a los colonos.[cita requerida]
Milla falleció el 30 de septiembre de 1882, constituyéndose sus funerales en un masivo reconocimiento a sus méritos literarios; de él se dijo: «y hombre tan importante, que vivió en medio de una honradísima pobreza, porque Milla fue siempre probo;  y literato tan esclarecido que, a costa de penosísimas vigilias, escribía la grande obra de la Historia de la América Central; y maestro desinteresado, benévolo y cariñoso, ha muerto, ha desaparecido para siempre, dejando un gran vacío en los puestos desocupados de las letras centroamericanas, vacío sólo comparable, en su grandeza, a la grandeza de la indecible pena de todos los que sabíamos estimar a José Milla, por su talento, por sus obras, por ser, en fin, el Ilustre Decano de la Literatura Centroamericana».
Está sepultado en el Cementerio General de la Ciudad de Guatemala.

## Asociaciones[18]
- Socio correspondiente de la Real Academia Española
- Delegado en Guatemala del Congreso de Americanistas de Bruselas
- Miembro honorario de la Sociedad Literaria Internacional de París
- Miembro correspondiente de la Academia de Bellas Letras de Santiago de Chile
- Asistente del Ateneo de León, Nicaragua
- Miembro de la Sociedad Económica de Amantes del País y de El Porvenir,[18] cuando regresó a Guatemala luego de tres años de ausencia.

## Obras Literarias[19]
El notable escritor hondureño Ramón Rosa, - quien fuera alumno de Milla mientras estudió en Guatemala entre 1867 y 1871, y quien fuera el ideólogo de la Reforma Liberal que se inició en Guatemala 1871 y luego de la de Honduras en 1876- describe así los méritos literarios del conservador José Milla y Vidaurre: «Nadie que haya leído La hija del Adelantado, Los cuadros de costumbres, El libro sin nombre, Un viaje al otro mundo, pasando por otras partes, y el primer tomo de la Historia de la América Central podrá negar a José Milla sus dotes de eminente escritor. Nadie podrá negarle un ingenio fecundo, una imaginación amena y chispeante, una erudición vastísima, un selecto y delicado gusto, un estilo lleno de intención y de agudezas, y un lenguaje puro y correcto que valióle el honrosísimo título de Miembro Correspondiente de la Real Academia Española. Nadie que haya leído y estudiado las muchas obras, de diverso género, de José Milla, del escritor más fecundo de Guatemala, podrá negar que tan insigne hombre de letras es una honra, es una gloria nacional de Centro América.» Rubén Darío le califica de "gran novelista de costumbres."

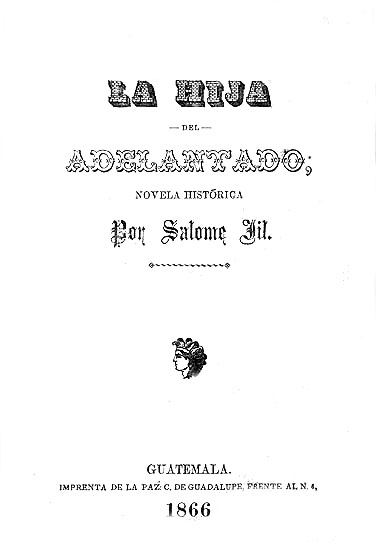
La hija del Adelantado (1866)
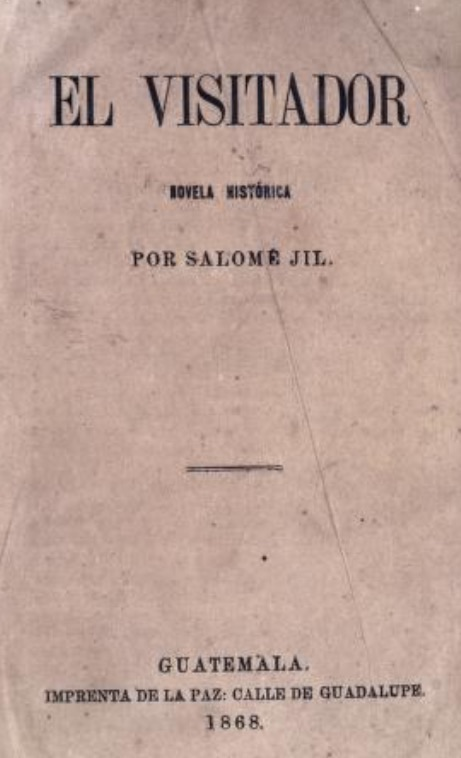
El visitador (1868)
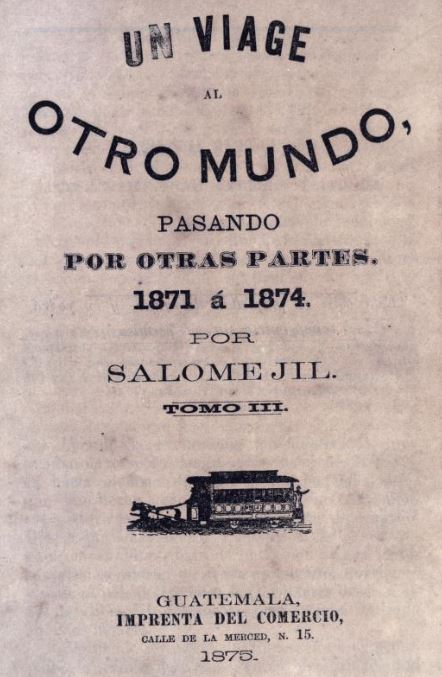
Un viaje al otro mundo pasando por otras partes (1875)

- Historia de América Central, desde su descubrimiento hasta su independencia
- El canasto del sastre
- Cuadros de costumbres (Entre 1861 y 1871)
- Memorias de un abogado
- La hija del Adelantado (1866)
- Los nazarenos (1867)
- El Visitador (1867)
- Un viaje al otro mundo pasando por otras partes, tomos I y II (1875)
- Historia de un Pepe (1887)
- Libro sin nombre
- Un presidente de a sombrero"
- Fracasando en todo
- Los leones y las leonas

### Obras de Milla y Vidaurre
- Milla y Vidaurre, José (1865). Cuadros de costumbres guatemaltecas. Guatemala: Imprenta de la Paz.
- — (1898). «Historia de un pepe».  En Goubaud, E., ed. Obras completas de don José Milla (3a edición). Guatemala: E.Goubaud y Cía.
- — (1868). El visitador. Guatemala: Imprenta de La Paz.
- — (1898) [1866]. «La Hija del Adelantado; Memorias de un Abogado (novela histórica)».  En Goubaud, E., ed. Obras completas de don José Milla (3a edición). Guatemala: E.Goubaud y Cía.
- — (1875). Un viaje al otro mundo, pasando por otras partes. 1871 a 1874. Guatemala: Imprenta del Comercio.
- —; Gómez Carrillo, Agustín (1905). Historia de la América Central; desde el descubrimiento del país por los españoles (1502) hasta su independencia de España (1821). Guatemala: Tipografía Nacional.
- — (1979). El canasto del sastre. Guatemala: Escolar Piedrasanta.
- — (2006) [1867]. Los nazarenos. Guatemala: Escolar Piedrasanta.